# Empusa romboidae romboidae
Empusa romboidae romboidae es una subespecie de mantis de la familia Empusidae.

## Distribución geográfica
Se encuentra en Tayikistán.